# Oliver Cooper
Oliver Cooper (* 2. Dezember 1989 in Lucas County oder Toledo, Ohio) ist ein US-amerikanischer Schauspieler aus Toledo, Ohio. Er begann seine Karriere im Jahr 2010 zunächst mit Kurzfilmen, bevor er durch seine Rolle als Costa in Project X bekannt wurde.

## Leben und Karriere
Cooper wurde im Sylvania Township im Lucas County, Ohio, geboren und besuchte dort die Sylvania Northview High School. Er wuchs als jüngster von drei Brüdern auf. Im Alter von 17 Jahren trat Cooper in Toledo als Stand-Up-Comedian auf. Nach der Highschool besuchte er für ein Jahr die Arizona State University. Er verließ das College, um in Los Angeles seine Schauspielkarriere voranzutreiben.
Mit 20 Jahren wurde dem damals noch unbekannten Cooper eine Hauptrolle in Project X angeboten. Für seine Rolle als Costa in dem Film wurde er bei den MTV Movie Awards 2012 in zwei Kategorien nominiert, konnte jedoch keinen der dort vergebenen Preise erringen. 2013 erhielt er mehrere Filmangebote, darunter Runner Runner.
Coopers Vorbilder in der Schauspielerei sind Bill Murray, Robin Williams und John Goodman.

## Filmografie
- 2010: Weekend Dad (Kurzfilm)
- 2011: Rick White (Kurzfilm)
- 2012: Marriage Drama with Virginia Madsen (Kurzfilm)
- 2012: Project X
- 2013: Hangover 3 (The Hangover: Part III)
- 2013: Runner Runner
- 2014: Weg mit der Ex (Burying the Ex)
- 2014: Californication (Fernsehserie, 11 Episoden)
- 2014–2017: Red Oaks (Fernsehserie, 25 Episoden)
- 2018: Der Spitzenkandidat (The Front Runner)
- 2018: Mindhunter
- 2021: Ghostbusters: Legacy (Ghostbusters: Afterlife)

## Auszeichnungen und Nominierungen
MTV Movie Awards
- 2012: Nominierung in der Kategorie Beste Comedy-Darstellung für Project X
- 2012: Nominierung in der Kategorie Bester Leinwand-Drecksack für Project X